# Ewa Malinowska-Grupińska
Ewa Dorota Malinowska-Grupińska, także Dorota Malinowska (ur. 6 lutego 1956 w Warszawie) – polska tłumaczka, wydawca, redaktor i działaczka samorządowa, od 2007 przewodnicząca Rady m.st. Warszawy.

## Życiorys
Absolwentka Politechniki Warszawskiej i Uniwersytetu Warszawskiego. Od 1983 do 2007 była redaktorką miesięcznika „Nowa Fantastyka”, w którym w latach 90. objęła kierownictwo działu zagranicznego. Od 1994 do 2007 zawodowo związana z wydawnictwem Prószyński i S-ka, gdzie była dyrektorem zarządzającym i generalnym działu książek, a w 2005 została wiceprezesem zarządu. Przetłumaczyła z języka angielskiego ponad dwadzieścia książek. W latach 2003–2006 była prezesem Polskiej Izby Książki. Od 2007 prowadzi własne Wydawnictwo MG.
W 2006 wstąpiła do Platformy Obywatelskiej. Została członkinią rady krajowej PO oraz przewodniczącą koła dzielnicowego na Ochocie. W wyborach samorządowych w 2006 z listy PO uzyskała mandat radnej Warszawy. W 2007 została wybrana na przewodniczącą rady miasta, będąc pierwszą kobietą na tym stanowisku w historii stołecznego samorządu. Należała do grupy autorów reaktywacji Nagrody Literackiej m.st. Warszawy. W 2010, 2014, 2018 i 2024 ponownie zostawała radną miejską. W VI, VII, VIII i IX kadencji samorządu także wybierana na przewodniczącą rady.
W 2018 weszła w skład Rady Muzeum przy Muzeum Historii Żydów Polskich Polin w Warszawie. W 2022 została powołana do Rady Odbudowy Pałacu Saskiego. Powoływana również w skład rad Muzeum Warszawy, Muzeum Powstania Warszawskiego i Muzeum Sztuki Nowoczesnej w Warszawie.

## Odznaczenia
W 2011 wyróżniona przez ministra kultury i dziedzictwa narodowego odznaką honorową Zasłużony dla Kultury Polskiej.

## Życie prywatne
Jej mężem jest wydawca i polityk Rafał Grupiński. Mają trzy córki.